# Hvanneyri

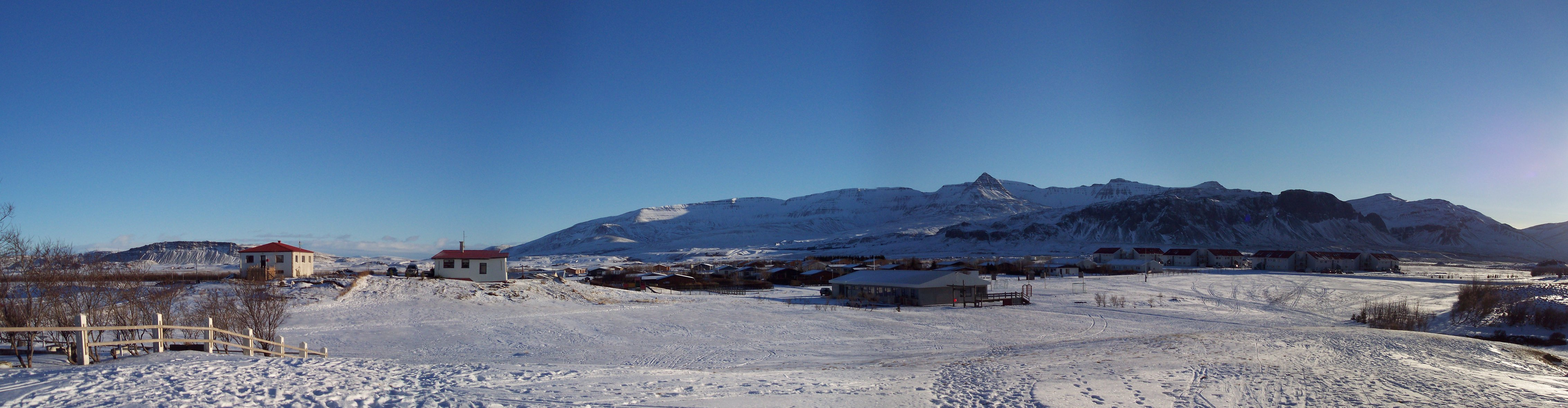
Hvanneyri mit dem Bergmassiv Skarðsheiði

Hvanneyri ist ein Ort in der Nähe von Borgarnes in der isländischen Gemeinde Borgarbyggð. Am 1. Januar 2023 hatte Hvanneyri 298 Einwohner.
Hvanneyri ist bekannt für die Agrarwissenschaftliche Hochschule Islands sowie sein Landwirtschaftsmuseum. Zahlreiche Projekte werden von dort aus betreut, zum Beispiel Begrünungsprojekte im Bereich der erloschenen Vulkane Hafnarfjall und Skarðsheiði.